# Kanton La Côte Sableuse
 La Côte Sableuse is een kanton van het Franse departement Pyrénées-Orientales. Het kanton maakt deel uit van de arrondissementen  Céret (1) en Perpignan (3). In 2021 telde het 32.452 inwoners.

Het kanton werd gevormd ingevolge het decreet van 26 februari 2014 , met uitwerking op 22 maart 2015, met Canet-en-Roussillon als hoofdplaats.

## Gemeenten
Het kanton omvat volgende 4 gemeenten:
- Canet-en-Roussillon
- Saint-Cyprien
- Saint-Nazaire
- Saleilles